# Naked (1966)
Naked (Originaltitel: La tentación desnuda, deutsch: Die nackte Versuchung) ist ein erotisches argentinisches Filmdrama aus dem Jahr 1966 von Armando Bó, der auch das Drehbuch verfasst hatte und in dem Film die männliche Hauptrolle spielt. Die weibliche Hauptrolle ist mit Isabel Sarli besetzt. Zum ersten Mal ins Kino kam der Film am 17. November 1966 in Argentinien. In der Bundesrepublik Deutschland hatte er seine Premiere am 16. Mai 1968. 

## Handlung
Auf einer Insel im Alto Paraná, dem Oberlauf des Río Paraná, sind vier Arbeiter mit Schilfschneiden beschäftigt. In einer Sturmnacht steht plötzlich ein Mädchen am Ufer des Dschungelflusses vor deren Arbeitgeber José. Nur mit Mühe konnte sie sich an Land retten, nachdem eine Wasserwoge ihre Yacht überspült hatte. Nun wird sie nach ihrem Unfall von dem Mann aufgenommen. Sandra ist jung, groß von Wuchs, üppig. Es bleibt nicht aus, dass die zwei in Liebe zueinander finden, obwohl José sich anfangs sehr zurückhaltend verhält, sie sich hingegen mehr als herausfordernd benimmt. Da sind aber auch noch die anderen vier, die ihrem Chef die Frau nicht gönnen. Daher hebt sich bald ein wilder Kampf um den Besitz dieser bei ihnen so unerwartet aufgetauchten Inkarnation sinnlicher Begierden an. Der Schluss ist tragisch: José wird ermordet, den ersten, der sich auf Sandra wirft, ersticht sie; die Übrigen reiben sich untereinander auf, wobei der Letzte, wahnsinnig geworden, im Strom Selbstmord verübt. Ein Inferno hat sein Ende gefunden. Das Mädchen ist wieder allein.

## Kritiken
Der Evangelische Film-Beobachter fasst seine Kritik wie folgt zusammen: „Zu sexbetont und zu grob in den tätlichen Auseinandersetzungen, aufgestockt mit religiösen Bezügen und mythisch eingefärbten menschlichen Urtrieben, die sich aber bis zur Karikatur in Mimik und Geste steigern, verfehlte der sich sonst ambitioniert gebende argentinische Streifen sein nicht uninteressantes, wenn auch oft genug strapaziertes Thema.“ Das Lexikon des internationalen Films bezeichnet den Streifen lapidar als südamerikanischen „Kolportagefilm“.